# Championnat de Nouvelle-Zélande de football 1995
Navigation
Saison précédente Saison suivante
La saison 1995 du Championnat de Nouvelle-Zélande de football est la 26e édition du championnat de première division en Nouvelle-Zélande. La Superclub Competition  est organisée en trois phases. Lors de la première, trente-et-une équipes sont réparties en trois poules géographiques (Nord, Centre et Sud) où elles affrontent leurs adversaires deux fois, à domicile et à l'extérieur. Les huit meilleures équipes (trois pour le Nord, trois pour le Centre et deux pour le Sud) se retrouvent en deuxième phase, qui prend la forme d'une poule unique où les formations ne se rencontrent qu'une seule fois. Les quatre premiers disputent ensuite la troisième phase, qui se joue en tournoi à élimination directe jusqu'à la finale nationale.
C'est le club de Waitakere City FC qui remporte le championnat après avoir battu en finale Waikato United. C'est le 3e titre de champion de Nouvelle-Zélande de l'histoire du club, qui réussit même le doublé en s'imposant également en finale de la Coupe de Nouvelle-Zélande face à North Shore United AFC.
Cette édition est la dernière à se dérouler sous ce format. La saison prochaine, le championnat reprend la forme d'une poule unique à dix équipes avec une phase finale.

## Compétition
Le barème utilisé pour établir l'ensemble des classements est le suivant :
- Victoire : 3 points
- Match nul : 1 point
- Défaite : 0 point

### Première phase
Le dernier de chaque poule est relégué en championnat régional.

#### Northern League
| Rang | Équipe                     | Pts | J  | G  | N | P  | Bp | Bc | Diff |
| ---- | -------------------------- | --- | -- | -- | - | -- | -- | -- | ---- |
| 1    | Waitakere City FC          | 47  | 18 | 15 | 2 | 1  | 76 | 10 | +66  |
| 2    | North Shore United AFC (T) | 37  | 18 | 11 | 4 | 3  | 48 | 20 | +28  |
| 3    | Waikato United             | 35  | 18 | 11 | 2 | 5  | 47 | 16 | +31  |
| 4    | Ellerslie AFC              | 33  | 18 | 11 | 0 | 7  | 58 | 28 | +30  |
| 5    | Mount Wellington AFC       | 32  | 18 | 10 | 2 | 6  | 48 | 33 | +15  |
| 6    | Central United FC          | 25  | 18 | 7  | 4 | 7  | 34 | 30 | +4   |
| 7    | Papatoetoe AFC             | 22  | 18 | 7  | 1 | 10 | 21 | 52 | -31  |
| 8    | Mount Maunganui AFC (P)    | 20  | 18 | 6  | 2 | 10 | 29 | 31 | -2   |
| 9    | Manurewa AFC               | 7   | 18 | 2  | 1 | 15 | 15 | 68 | -53  |
| 10   | Mount Albert-Ponsonby AFC  | 2   | 18 | 0  | 2 | 16 | 9  | 97 | -88  |

|  | Qualification pour la deuxième phase                      |
|  | Relégation en championnat régional                        |
|  | (T) : Tenant du titre (P) : Promu de championnat régional |

#### Central League
| Rang | Équipe                 | Pts | J  | G  | N | P  | Bp | Bc | Diff |
| ---- | ---------------------- | --- | -- | -- | - | -- | -- | -- | ---- |
| 1    | Napier City Rovers AFC | 49  | 20 | 16 | 1 | 3  | 66 | 23 | +43  |
| 2    | Miramar Rangers AFC    | 45  | 20 | 14 | 3 | 3  | 49 | 31 | +18  |
| 3    | Nelson United AFC      | 43  | 20 | 13 | 4 | 3  | 47 | 20 | +27  |
| 4    | Wellington United AFC  | 39  | 20 | 13 | 0 | 7  | 45 | 24 | +21  |
| 5    | Wellington Olympic AFC | 30  | 20 | 9  | 3 | 8  | 41 | 29 | +12  |
| 6    | Wanganui East Athletic | 28  | 20 | 9  | 1 | 10 | 43 | 43 | 0    |
| 7    | Petone SC              | 21  | 20 | 5  | 6 | 9  | 21 | 29 | -8   |
| 8    | Lower Hutt City        | 19  | 20 | 5  | 4 | 11 | 19 | 30 | -11  |
| 9    | Tawa AFC (P)           | 19  | 20 | 5  | 4 | 11 | 21 | 42 | -21  |
| 10   | Manawatu United        | 13  | 20 | 3  | 4 | 13 | 17 | 50 | -33  |
| 11   | New Plymouth Old Boys  | 8   | 20 | 2  | 2 | 16 | 14 | 62 | -48  |

|  | Qualification pour la deuxième phase |
|  | Relégation en championnat régional   |
|  | (P) : Promu de championnat régional  |

#### Southern League
| Rang | Équipe                     | Pts | J  | G  | N | P  | Bp | Bc | Diff |
| ---- | -------------------------- | --- | -- | -- | - | -- | -- | -- | ---- |
| 1    | Roslyn-Wakari AFC          | 48  | 18 | 15 | 3 | 0  | 58 | 13 | +45  |
| 2    | Woolston WMC               | 39  | 18 | 12 | 3 | 3  | 37 | 15 | +22  |
| 3    | Rangers AFC                | 38  | 18 | 12 | 2 | 4  | 40 | 18 | +22  |
| 4    | Christchurch Technical AFC | 36  | 18 | 11 | 3 | 4  | 54 | 25 | +29  |
| 5    | Dunedin Technical AFC      | 27  | 18 | 8  | 3 | 7  | 35 | 23 | +12  |
| 6    | Christchurch United AFC    | 26  | 18 | 8  | 2 | 8  | 25 | 21 | +4   |
| 7    | New Brighton AFC (P)       | 17  | 18 | 5  | 2 | 11 | 29 | 46 | -17  |
| 8    | Burnside United AFC        | 16  | 18 | 5  | 1 | 12 | 19 | 41 | -22  |
| 9    | Halswell United AFC        | 10  | 18 | 3  | 1 | 14 | 20 | 61 | -41  |
| 10   | Cashmere Wanderers         | 2   | 18 | 0  | 2 | 16 | 9  | 63 | -54  |

|  | Qualification pour la deuxième phase |
|  | Relégation en championnat régional   |
|  | (P) : Promu de championnat régional  |

### Deuxième phase
| Rang | Équipe                     | Pts | J | G | N | P | Bp | Bc | Diff |
| ---- | -------------------------- | --- | - | - | - | - | -- | -- | ---- |
| 1    | Waitakere City FC          | 17  | 7 | 5 | 2 | 0 | 23 | 8  | +15  |
| 2    | North Shore United AFC (T) | 12  | 7 | 3 | 3 | 1 | 15 | 10 | +5   |
| 3    | Waikato United             | 11  | 7 | 3 | 2 | 2 | 11 | 8  | +3   |
| 4    | Napier City Rovers AFC     | 10  | 7 | 3 | 1 | 3 | 11 | 9  | +2   |
| 5    | Miramar Rangers AFC        | 10  | 7 | 3 | 1 | 3 | 11 | 11 | 0    |
| 6    | Nelson United AFC          | 10  | 7 | 3 | 1 | 3 | 10 | 14 | -4   |
| 7    | Roslyn-Wakari AFC          | 5   | 7 | 1 | 2 | 4 | 10 | 19 | -9   |
| 8    | Woolston WMC               | 3   | 7 | 1 | 0 | 6 | 9  | 21 | -12  |

|  | Qualification pour la phase finale |
|  | (T) : Tenant du titre              |

### Phase finale
|  | Quarts de finale | Quarts de finale   | Quarts de finale |  |   | Demi-finale        | Demi-finale | Demi-finale |   |                | Finale | Finale            | Finale |
|  |                  |                    |                  |  |   |                    |             |             |   |                |        |                   |        |
|  | 3 octobre        |                    |                  |  |   |                    |             |             |   |                |        |                   |        |
|  | 1                | Waitakere City FC  | 3                |  |   |                    |             |             |   |                |        |                   |        |
|  | 2                | North Shore United | 0                |  |   |                    |             |             |   |                | 1      | Waitakere City FC | 4      |
|  |                  |                    |                  |  | 2 | North Shore United | 1 (4)       |             | 3 | Waikato United | 0      |                   |        |
|  | 3 octobre        | 3 octobre          | 3 octobre        |  | 3 | Waikato United tab | 1 (5)       |             |   |                |        |                   |        |
|  | 3                | Waikato United     | 1                |  |   |                    |             |             |   |                |        |                   |        |
|  | 4                | Napier City Rovers | 0                |  |   |                    |             |             |   |                |        |                   |        |

## Bilan de la saison
| Championnat de Nouvelle-Zélande de football 1995                             |                              |
| Champion                                                                     | Waitakere City FC (3e titre) |
| Coupes et trophées                                                           |                              |
| Vainqueur de la Coupe de Nouvelle-Zélande 1995                               | Waitakere City FC            |
| Promotions et relégations                                                    |                              |
| Promus en Championnat de Nouvelle-Zélande de football                        | Aucun                        |
| Relégués en Championnat de Nouvelle-Zélande de football de deuxième division | Aucun                        |